# Quebec School Telecasts
Quebec School Telecasts était une émission de télévision québécoise de langue anglaise initialement produite par le Ministère de l'Éducation du Québec et la Commission des écoles protestantes du Grand Montréal, et diffusée sur la station montréalaise du réseau CBC à partir de janvier 1962, en alternance avec l'émission National School Telecast diffusée depuis 1960,,,.
De l'automne 1984 à l'été 1996, l'émission est diffusée à Radio-Québec, dont c'était la seule émission en anglais. Elle est remplacée le 3 septembre 1996 par Quebec School Television qui est diffusée sur Télé-Québec jusqu'en décembre 1999.
Le thème musical de l'émission est un extrait du morceau Computer In Love de l'album The In Sound From Way Out de Perrey et Kingsley, paru en 1966.